# Гвиански космически център
Гвианският космически център е космодрум на Франция, разположен край гр. Куру в нейния отвъдморски департамент Френска Гвиана, Южна Америка, в близост до екватора.
Действащ от 1968 г. насам, космодрумът се намира на особено подходящо място, тъй като е в близост до екватора и най-добрата траектория на изстреляните оттам ракети минава над вода (избягват се полети над населени места). Изстрелвания от центъра извършват Националният център за космически изследвания на Франция, Европейската космическа агенция (ЕКА) и комерсиалната компания „Арианаспейс“.
Центърът е избран през 1964 г. за космодрум на Франция. Когато ЕКА е основана през 1975 г., Франция предлага да ползват космодрума съвместно.

Стартове на комерсиални полети се извършват и за други компании и страни. ЕКА плаща 2/3 от бюджета на центъра и покрива разходите по обновленията по време на разработката и провеждането на изстрелванията на „Ариана“.

## Стартови площадки
Куру е разположен на около 500 km от екватора на 5°10' географска ширина. На тази ширина земното въртене дава допълнително ускорение, приблизително с 460 m/s, когато изстрелването е насочено на изток. Това позволява извеждане на спътници с по-голяма маса при еднаква мощност на ракетата-носител.
Гвианският космически център покрива територия от 850 km2.

### Стартова площадка 1 (ELA-1)
Построена е през 1960те за изстрелване на ракетите „Европа-II“. След края на програмата на нейно място е построена стартовата площадка, от която излитат ракетите „Ариана 1“, „Ариана 2“ и „Ариана 3“ до 1989 г. Стартовата площадка се използва за изстрелване на ракетата Вега.

### Стартова площадка 2 (ELA 2)
Използвана е за изстрелване на ракетите „Ариана 4“ до 2003 г.

### Стартова площадка 3 (ELA 3)
Активна – използва се за изстрелване на „Ариана 5“. Заема площ от 21 квадратни километра.

### Стартова площадка 4 (ELA 4)
Площадката се използва за изстрелване на руските ракети „Союз 2“. Площадката се намира близо до село Синамари на 10 km на север от стартовата площадка на ракети „Ариана 5“. Според руско-европейското споразумение ЕКА може да използва „Союз-2“ за изстрелване на комерсиални товари от космодрума, а Русия получава достъп до площадката, за да изстрелва свои собствени товари с ракети „Союз“. „Роскосмос“ може да използва Гвианския космчески център като алтернатива на своя космодрум Байконур в Казахстан.
Проектът е субсидиран и от „Арианаспейс“, ЕКА и Европейския съюз, както и от CNES като основен партньор. Струва €320 млн., като €120 млн. от тях са за модернизиране на ракетите „Союз“. Официалното откриване на съоръжението е на 27 февруари 2007 г., но е планирано за работа няколко месеца по-късно. Руски фирми трябва да пристигнат през март 2008 г., за да направят нужните приготовления за ракетите „Союз“. Първият полет на ракета „Союз“ от тази площадка първоначално е насрочен за края на 2008 г. Но датата се отлага и първият полет е осъществен чак на 21 октомври 2011 година, когато ракета Союз-2 извежда в орбита два експериментални сателита от европейската навигационна система Галилео.